# Jacques Dupont (réalisateur)
Pour les articles homonymes, voir Dupont ou Dupond et Jacques Dupont.
 (décembre 2021).
Si vous disposez d'ouvrages ou d'articles de référence ou si vous connaissez des sites web de qualité traitant du thème abordé ici, merci de compléter l'article en donnant les références utiles à sa vérifiabilité et en les liant à la section « Notes et références ».
Jacques Dupont est un réalisateur français, né le 21 avril 1921 à Ruelle-sur-Touvre (Charente) et mort le 10 mars 2013 à Quimper (Finistère).

## Biographie
Enfant unique, issu d'un milieu relativement modeste, Jacques Dupont poursuit ses études au Lycée Henri-IV à Paris. Il s'y lie d'amitié avec de jeunes maurassiens de l'Action française, époque dont il gardera toute sa vie des convictions royalistes.

Le 11 novembre 1940, Jacques Dupont arbore un drapeau tricolore à sa fenêtre. Il participe ensuite à la manifestation étudiante place de l'Étoile pour commémorer l'Armistice de 1918. L'occupant allemand réprime durement cette manifestation interdite et Jacques Dupont est incarcéré quelques jours à la Prison de la Santé, à quelques pas du domicile familial, boulevard Auguste-Blanqui.
Il tente par la suite de rejoindre les Forces françaises libres du général de Gaulle, mais après une traversée homérique de la France occupée et des Pyrénées, il est finalement arrêté avec ses camarades par la Garde civile espagnole. Ils ne devront leur salut qu'à l'intervention du Consul de France à Madrid.
De retour en France, Jacques Dupont poursuit des études de droit et, lui qui a toujours rêvé de devenir administrateur colonial, sort finalement major de la première promotion de l'IDHEC, l'Institut des hautes études cinématographiques.
En 1944, peu après la Libération de Paris, il s'engage dans la première armée française du général de Lattre, ce qui le conduira jusqu'en Allemagne.
Jacques Dupont réalise son premier film en 1946, Au pays des Pygmées, une aventure pour l'époque, que Noël Ballif a bien décrite dans son ouvrage Les Pygmées de la Grande Forêt.
Ensuite, Jacques Dupont est notamment connu pour avoir tourné Crèvecœur, documentaire sur le bataillon français de la guerre de Corée. Puis La Passe du Diable avec Pierre Schoendoerffer, Joseph Kessel et Raoul Coutard, tournage qui subit de multiples rebondissements, dont son interruption pour cause de crise du canal de Suez. Yves Courrière narre cet épisode dans sa biographie, Joseph Kessel ou sur la piste du lion, Plon, 1985.
Jacques Dupont tourne ensuite ce qui sera son dernier long métrage de cinéma Les Distractions où il dirige Jean-Paul Belmondo et Alexandra Stewart, film de fiction qui n'a pas remporté un grand succès à sa sortie en 1960. En 1961, Jacques Dupont se trouve à nouveau incarcéré à la prison de la Santé à Paris, puis placé en rétention administrative au camp de Saint-Maurice-l'Ardoise dans le Gard. En effet, il est impliqué dans le Complot de Paris du général Faure, complot qui était censé relayer en métropole l'action du putsch des généraux du 21 avril 1961, mais qui sera en fait étouffé dans l'œuf faute de troupes.
Vient alors pour lui le temps des vaches maigres, son propre fils Jean-Jacques Dupont, arrêté à 18 ans par le commissaire Jacques Delarue, est l'un des plus jeunes chefs de l'OAS-métropole du capitaine Pierre Sergent et reste incarcéré à la prison de Saint-Martin-de-Ré jusqu'en décembre 1965.
Dans les années 1960, Jacques Dupont réalise de nombreux reportages pour les actualités de Pathé, développant parfois ses thèmes de prédilection que sont l'histoire, l'ésotérisme et le fait religieux. C'est ainsi qu'il réalise plusieurs des Grandes Batailles du passé en compagnie de Daniel Costelle et Henri de Turenne durant les années 1970, ainsi qu'une série sur les Grands Fleuves et les Grands Pèlerinages.
À la suite d'une semi-retraite liée à l'arrivée au pouvoir des socialistes en 1981 auprès desquels il ne se sent pas en odeur de sainteté, Jacques Dupont se lance dans l'écriture d'une grande fresque historique sur les guerres carlistes. Cette fresque ne sera jamais achevée, et à la place il réalise en 1987 Les Grandes Chroniques du millénaire, une série pour FR3 consacrée au millénaire capétien et à l'histoire de France à travers ses rois depuis Hugues Capet.
Suivent plusieurs documentaires sur : Honoré d'Estienne d'Orves, le premier fusillé de la France libre (1990), L'Abbé Stock, le passeur d'âmes (1991), Les Vendéens (1993), qui brosse l'histoire des guerres de Vendée durant la Révolution française.
À partir de 1994 jusqu'à sa mort, Jacques Dupont vit sur la presqu'île de Crozon en se consacrant à l'écriture de ses mémoires.
Outre Jean-Jacques Dupont, il est le père de la militante identitaire Claudine Dupont-Tingaud.

## Filmographie

### Courts-métrages principaux
- 1946 : Au pays des Pygmées
- 1947 : Pirogues sur l'Ogooué
- 1949 : La Grande case
- 1953 : Stock car
- 1954 : L'Enfant au fennec
- 1955 : Coureurs de brousse

### Longs métrages
- 1950 : Savage Africa
- 1955 : Crèvecœur
- 1958 : La Passe du diable (The Devil's Pass) avec Pierre Schoendoerffer
- 1960 : Les Distractions

Assistant réalisateur
- 1947 : Paysans noirs ou Famaro le tyran de Georges Régnier